# 卡普里廖
卡普里廖（義大利語：Capriglio），是意大利阿斯蒂省的一个市镇。总面积5.08平方公里，人口300人，人口密度59.1人/平方公里（2009年）。ISTAT代码为005019。